# Chemical Physics
Chemical Physics is een internationaal, aan collegiale toetsing onderworpen wetenschappelijk tijdschrift op het gebied van de
fysische chemie.
De naam wordt in literatuurverwijzingen meestal afgekort tot Chem. Phys.
Het wordt uitgegeven door Elsevier en verschijnt tweewekelijks.
Het eerste nummer verscheen in 1973.